# Mill Creek (zatoka Cumberland Basin)
Mill Creek – zatoka (creek) zatoki Cumberland Basin w kanadyjskiej prowincji Nowa Szkocja, w hrabstwie Cumberland; nazwa urzędowo zatwierdzona 2 listopada 1937.